# Березниковское сельское поселение (Пермский край)
Березниковское сельское поселение — упразднённое муниципальное образование, входившее в состав Бардымского муниципального района Пермского края. Административный центр — село Березники.
Образовано в ноябре 2004 года в результате реформы местного самоуправления. В ноябре 2019 года упразднено путём включения в состав Бардымского муниципального округа.

## Население
По данным переписи 2010 года численность населения составила 1575 человек, в том числе 724 мужчины и 851 женщина.
В 2005 году численность населения составляла 1904 человека.

## Населённые пункты
| Название    | Тип населённого пункта       | Население, 2010 год | Почтовый индекс | ОКАТО          |
| ----------- | ---------------------------- | ------------------- | --------------- | -------------- |
| Березники   | село, административный центр | 464                 | 618 153         | 57 204 810 001 |
| Ишимово     | деревня                      | 455                 | 618 153         | 57 204 810 002 |
| Куземьярово | село                         | 433                 | 618 153         | 57 204 810 003 |
| Кудаш       | деревня                      | 185                 | 618 153         | 57 204 810 004 |
| Чувашаево   | деревня                      | 38                  | 618 153         | 57 204 810 005 |